# Црква светог Миховила Арканђела у Ервенику
Црква светог Миховила Арканђела је најстарији сакрални објекат у Ервенику. Први пут се помиње 1402. године када је основана истоимена римокатоличка жупa (парохија). Данашња црква датира из 1839. године и подигнута је на истом месту где се налазила и стара црква.
Жупну кућу су током Другог светског рата срушили четници који су протерали католичко (хрватско) становништво у намери да етнички очисте то подручје. Тако je на Бадње вече 1941. године убијен жупни намесник Јанез Крањц на најсуровији могући начин.
Према шеми из 1887. године забележено је да је жупа Ервеник имала 533 католика. Године 1910. тај број је порастао на 643 католика (23.1 % укупног становништва), док је 1953. године преостало само 84 католика (3.6 %).
Мањи број католика који је остао да живи на подручју Ервеника након Другог светског рата је страдао или је прогнан током Домовинског рата. Године 1991. црква светoг Миховила je опљачканa и разорeнa од побуњених Срба. После рата је потпуно обновљена.

## Гробље поред цркве
На гробљу које се налази поред цркве, данас су видљива укупно 23 стећка, од којих је 9 украшено.